# Laura Ann Waller
Laura Ann Waller es científica en computación y profesora asociada de Ted Van Duzer en la Universidad de California,Berkeley. Fue premiada con una beca  de la Iniciativa Chan Zuckerberg para desarrollar microscopios para visualizar estructuras profundas en el cerebro en 2017, y ganó el Premio de Carrera Joven SPIE 2018.

## Edad temprana y educación
Waller es de Kingston, Ontario. Estudió en el Instituto de Tecnología de Massachusetts.  Sacó sus bachilleratos en Ingeniería Electrónica y Ciencias de la Computación en 2004 y su maestría en el 2005. Durante sus estudios universitarios, pasó un año en la  Universidad de Cambridge como parte del Instituto Cambridge- MIT. Su tesis de maestría contempló el diseño de circuitos de retroalimentación y técnicas de prueba experimentales para una óptica integrada. En el 2010 completó sus estudios de doctorado bajo la supervision de George Barbastathis en donde su tesis investigó el desarrollo de nuevas técnicas para visualizar fase y amplitud. Fue estudiante de la Alianza para la Investigación y Tecnología de Singapur (SMART). Jugó en el equipo de futbol universitario de mujeres de MIT y fue presidente de la división de estudiantes de Sociedad de Óptica/The Optical Society .

## Carrera e Investigación
Waller trabajó en imagen computacional. Se unió a la Universidad de Princeton en 2010, donde trabajó como lectora e investigadora asociada. Se unió a la Universidad de California, Berkeley en el 2012. Su grupo de investigación se enfoca en imágenes de fase, microscopía de superresolución e imágenes sin lentes.  Es miembro antiguo del Instituto de Ciencia de Datos de Berkeley.
Waller fue nombrada miembro de la Fundación David y Lucile Packard/ David and Lucile Packard Foundation en el 2014. Ese año también fue premiada como Investigador de Descubrimiento de datos de la Fundación Gordon y Betty Moore Es dueña del Premio CAREER de la Fundacional Nacional de Ciencias  que le permite a su equipo de investigación construir un software computacional y experimental para imágenes 4D parcial y espacialmente coherente. Ha desarrollado una máquina de aprendizaje de técnicas para microscopio 3D. Fue premiada como interina en la Universidad de California, Berkeley en el 2016. En 2017 Waller fue premiada con el premio al investigador de la Iniciativa Chan Zuckerberg. Waller fue galardonada con el Premio al Rendimiento Profesional Joven SPIE en Academia en enero de 2018. Durante el desarrollo de los equipos para la imagen computacional, Waller ha realizados varias contribuciones a las ciencias biomédicas e industriales. Su grupo desarrolla un software de código abierto para imágenes. Es una de las potenciales estrellas del MIT EECS para el 2018.

## Premios y reconocimientos
- 2018 SPIE  Premio en Academia al Desempeño de Carrera Joven[18]
- 2016 Mención Honorífica de Estudiante Distinguido en el Premio Carol D. Soc[21]
- 2016 Premio al mejor papel, Conferencia Internacional en Fotografía Computacional,[22]
- 2012 Premio al Servicio destacado de profesional joven de la OSA[7]